# 田口義隆
田口 義隆（たぐち よしたか、1961年4月20日 - ）は、日本の実業家。セイノーホールディングス創業者田口利八の孫で、同社代表取締役社長や、西濃運輸代表取締役、岐阜県経済同友会代表幹事等を務める。

## 人物・経歴
岐阜県出身。岐阜県立大垣東高等学校を経て、1985年獨協大学経済学部卒業、西濃運輸入社。西濃コスモエキスプレス出向を経て、1988年セイノーアメリカ取締役社長。1989年取締役総務部長に昇格。1991年常務取締役。1996年専務取締役。1998年代表取締役副社長。
2003年から西濃運輸代表取締役社長COOを務め、2005年に持株会社化を実施しセイノーホールディングス代表取締役社長COO及び西濃運輸代表取締役社長に就任。2009年西濃運輸代表取締役。2016年セイノーホールディングス代表取締役社長CEO。2019年大垣商工会議所会頭。岐阜県経済同友会代表幹事、岐阜県経営者協会副会長等も務めた。
2018年早稲田大学大学院スポーツ科学研究科修了。